# Faulenpuhl
Faulenpuhl ist ein Weiler der Ortsgemeinde Lichtenborn im Eifelkreis Bitburg-Prüm in Rheinland-Pfalz.

## Geographische Lage
Faulenpuhl liegt zwischen 0,7 und 2,2 km südwestlich von Lichtenborn auf einer Hochebene. Faulenpuhl bildet eine Streusiedlung und erstreckt sich auf einer Länge von rund 1,5 km. Der Weiler ist ausschließlich von landwirtschaftlichen Nutzflächen umgeben. Die erste Bebauung beginnt an der Bundesstraße 410 bei Lichtenborn und die letzten Gebäude befinden sich nahe der Einmündung der Ortsdurchfahrt in die Landesstraße 9 nördlich von Hölzchen.

## Geschichte
Zur genauen Entstehungsgeschichte des Weilers liegen keine Angaben vor. Die Ansiedlung ist aus einigen landwirtschaftlichen Anwesen hervorgegangen und besteht auch heute noch fast ausschließlich aus landwirtschaftlichen Betrieben.

## Kultur und Naherholung
Im Weiler befindet sich ein Bildstock. Es handelt sich um eine kleine nach oben abgerundete Steinplatte mit einer Heiligendarstellung in Form eines eingearbeiteten Reliefs.
Möglichkeiten zum Wandern gibt es ab dem Hauptort Lichtenborn.

## Wirtschaft und Infrastruktur

### Unternehmen
In Faulenpuhl sind mehrere landwirtschaftliche Nutzbetriebe ansässig.

### Verkehr
Es existiert eine regelmäßige Busverbindung.
Faulenpuhl ist durch die Landesstraße 9 erschlossen sowie im nördlichen Teil durch die Bundesstraße 410.